# Daniils Ulimbaševs
Daniils Ulimbaševs (Riga, 12 marzo 1992) è un calciatore lettone, centrocampista o attaccante del Metta.

## Carriera

### Club
Nella stagione 2010-2011 è stato tesserato dalla società italiana del Pomezia, che lo aveva acquistato dal Rīga, e con la quale disputa una sola partita del campionato di Lega Pro Seconda Divisione, ossia l'incontro della 29ª giornata di campionato nella sconfitta casalinga per 1-2 contro il Catanzaro; suo è il gol della propria squadra, segnato al 40', mentre al 56' lascia il campo in favore di Christian Ruscio.
Nel 2012 si trasferisce in Svezia, giocando 2 partite in Division 1 (terza divisione) con l'AFC United. Nello stesso anno si trasferisce poi allo Spartaks Jūrmala, nella massima serie lettone, categoria che mantiene anche quando milita con Augšdaugavas NSS, Jūrmala e Ventspils; con quest'ultima squadra, con cui vince anche un campionato, debutta in ambito internazionale giocando 2 partite nei turni preliminari di Champions League. Nel 2015 fa ritorno allo Spartaks, con cui gioca 6 partite internazionali in due stagioni (4 presenze nei preliminari di Europa League nella stagione 2015-2016 e 2 presenze ed una rete nei preliminari di Europa League nella stagione 2016-2017) e vince il secondo campionato lettone della sua carriera.

### Nazionale
Nel biennio 2013-2014 ha giocato 7 partite con la Nazionale Under-21, prendendo parte alle qualificazioni per l'Europeo di categoria, nelle quali disputa 5 incontri.
Nel 2015 viene convocato per la prima volta in Nazionale maggiore, restando in panchina nella partita di qualificazione agli Europei del 2016 persa per 2-0 in casa contro i Paesi Bassi.
Il 10 ottobre 2017 Ulimbaševs ha esordito in nazionale contro Andorra in una partita valida per le qualificazioni al campionato mondiale di calcio 2018: entrò a 10 minuti dalla fine al posto di Glebs Kļuškins, a risultato (4-0) ampiamente acquisito.

## Statistiche

### Cronologia presenze e reti in nazionale
| Cronologia completa delle presenze e delle reti in nazionale ― Lettonia | Cronologia completa delle presenze e delle reti in nazionale ― Lettonia | Cronologia completa delle presenze e delle reti in nazionale ― Lettonia | Cronologia completa delle presenze e delle reti in nazionale ― Lettonia | Cronologia completa delle presenze e delle reti in nazionale ― Lettonia | Cronologia completa delle presenze e delle reti in nazionale ― Lettonia | Cronologia completa delle presenze e delle reti in nazionale ― Lettonia | Cronologia completa delle presenze e delle reti in nazionale ― Lettonia |
| Data                                                                    | Città                                                                   | In casa                                                                 | Risultato                                                               | Ospiti                                                                  | Competizione                                                            | Reti                                                                    | Note                                                                    |
| ----------------------------------------------------------------------- | ----------------------------------------------------------------------- | ----------------------------------------------------------------------- | ----------------------------------------------------------------------- | ----------------------------------------------------------------------- | ----------------------------------------------------------------------- | ----------------------------------------------------------------------- | ----------------------------------------------------------------------- |
| 10-10-2017                                                              | Riga                                                                    | Lettonia                                                                | 4 – 0                                                                   | Andorra                                                                 | Qual. Mondiali 2018                                                     | -                                                                       | 81’                                                                     |
| 7-11-2017                                                               | Oeiras                                                                  | Arabia Saudita                                                          | 2 – 0                                                                   | Lettonia                                                                | Amichevole                                                              | -                                                                       | 59’                                                                     |
| 13-11-2017                                                              | Kosovska Mitrovica                                                      | Kosovo                                                                  | 4 – 3                                                                   | Lettonia                                                                | Amichevole                                                              | -                                                                       | 65’                                                                     |
| Totale                                                                  |                                                                         | Presenze                                                                | 4                                                                       |                                                                         | Reti                                                                    | 0                                                                       |                                                                         |

## Palmarès

### Club

#### Competizioni nazionali
- Campionato lettone: 2

Ventspils: 2014
Spartaks Jūrmala: 2016